# Belfast Child
Belfast Child è un singolo dei Simple Minds pubblicato nel 1989 dall'etichetta A&M. È estratto dall'album Street Fighting Years.

## Descrizione
Belfast Child fu scritta collegialmente dal gruppo e le liriche, scritte sulle note di She Moved Through the Fair, una canzone tradizionale irlandese, trattano temi sociali e della guerra civile.
Il singolo raggiunse la prima posizione della Official Singles Chart il 19 febbraio 1989.
Il video per Belfast Child, che precedette l'uscita dell'album, fu diretto dal regista Andy Morahan.

## Tracce
Singolo 7"
1. Belfast Child – 6:39
2. Mandela Day – 5:42

EP (12", CD)
1. Belfast Child – 6:39
2. Mandela Day – 5:42
3. Biko – 7:31

## Formazione
Gruppo
- Jim Kerr – voce
- Charlie Burchill – chitarra acustica, chitarra elettrica
- Michael MacNeil – pianoforte, fisarmonica diatonica, tastiera

Altri musicisti
- John Giblin – basso
- Manu Katché – batteria
- Lisa Germano – violino
- Leroy Williams – percussioni

## Classifiche

### Classifiche settimanali
| Classifica (1989) | Posizione massima |
| ----------------- | ----------------- |
| Australia         | 12                |
| Austria           | 12                |
| Belgio (Fiandre)  | 2                 |
| Europa            | 1                 |
| Francia           | 20                |
| Germania          | 3                 |
| Grecia            | 2                 |
| Irlanda           | 1                 |
| Italia            | 2                 |
| Norvegia          | 9                 |
| Nuova Zelanda     | 8                 |
| Paesi Bassi       | 1                 |
| Regno Unito       | 1                 |
| Spagna            | 8                 |
| Svezia            | 11                |
| Svizzera          | 3                 |

### Classifiche di fine anno
| Classifica (1989) | Posizione |
| ----------------- | --------- |
| Belgio (Fiandre)  | 33        |
| Germania          | 19        |
| Italia            | 17        |
| Paesi Bassi       | 9         |
| Regno Unito       | 26        |
| Svizzera          | 17        |